# 5899 Jedicke
5899 Jedicke eller 1986 AH är en asteroid i huvudbältet som upptäcktes den 9 januari 1986 av det amerikanska astronom paret Eugene M. och Carolyn S. Shoemaker vid Palomar-observatoriet. Den är uppkallad efter de kanadensiska amatörastronomerna Peter Jedicke, Robert Jedicke och June Jedicke-Zehr.
Asteroiden har en diameter på ungefär 2 kilometer och den tillhör asteroidgruppen Hungaria.